# Bloodrock
I Bloodrock sono stati un gruppo musicale hard rock statunitense formatosi nel 1965. Il gruppo si è sciolto nel 1975 per poi ricostituirsi nel 2004, e sciogliersi nuovamente nel 2005.

## Storia

### Prima fase
Nonostante una importante schiera di fan sin dai primi anni di attività, il primo disco non fu un successo di vendite, e la Capitol abbandonò il gruppo, subito dopo che Parks lasciò per diventare il direttore musicale di The Sonny & Cher Show.
Nello stesso periodo Rutledge (su richiesta di Knight) lasciò la batteria per ricoprire soltanto il ruolo di cantante.  Il batterista dell'area di Austin Rick Cobb assunse i compiti percussivi e aggiunse anche la sua voce al gruppo. Questa formazione registrò i successivi tre album in studio: Bloodrock 2, Bloodrock 3 e Bloodrock USA.
Il loro album di maggior successo è stato Bloodrock 2 è stato raggiungendo la posizione numero 21 nella Billboard Pop Album Chart nel 1971, soprattutto grazie al loro singolo "D.O.A.", che ha raggiunto il numero 36 nella classifica Billboard Hot 100 il 6 marzo 1971. "D.O.A." diede alla band anche una notevole visibilità regionale in tutto il sud-ovest e l'ovest, in particolare in Texas e in California.

### Seconda fase
Nel maggio 1972, sia Lee Pickens che Jim Rutledge lasciarono la band, con Pickens che formò il Lee Pickens Group (LPG) e pubblicò l'album LPG all'inizio del 1973, dalla Capitol Records. Nel frattempo, Rutledge pubblicò un album solista nel 1976   intitolato Hooray for Good Times. Bloodrock rimpiazzò Rutledge alla voce e Pickens alla chitarra e con Warren Ham alla voce, al flauto e al sassofono.
Stevie Hill alle tastiere si adattò alla presenza di Ham cambiando il suo stile. Questi cambiamenti nel personale e nello stile spostarono il suono hard rock della band in una direzione diversa, più verso il rock progressivo, il pop e il jazz,  spiazzando alcuni fan.
1973 portò un altro cambio di personale: Rick Cobb lasciò la band, fu sostituito da Randy Reader. Questa formazione registrò un solo album: Whirlwind Tongues, dopodiché la band si sciolse.

## Formazione

### Ultima
- Jim Rutledge - voce (1969-1972, 2005), batteria (1969-1970)
- Lee Pickens - chitarra solista, cori (1969-1972, 2005)
- Nick Taylor - chitarra ritmica, cori (1969-1974, 2005; morto nel 2010), chitarra solista (1972-1974)
- Stevie Hill - tastiere, cori (1969-1974, 2005; morto nel 2013)
- Ed Grundy - basso, cori (1969-1974, 2005)
- Rick Cobb - batteria, percussioni (1970-1974)

### Ex membri principali
- Warren Ham - voce, sassofono, flauto (1972-1974)
- Randy Reeder - batteria (1974)
- Matt Betton - batteria (1974)

## Discografia
Album in studio
- 1969 - Bloodrock
- 1970 - Bloodrock 2
- 1971 - Bloodrock 3
- 1971 - Bloodrock U.S.A.
- 1972 - Passage
- 1974 - Whirlwind Tongues